# La valle della pace
La valle della pace (Dolina miru) è un film yugoslavo del 1956 diretto dal regista sloveno France Štiglic.
È stato presentato in concorso al 10º Festival di Cannes, dove John Kitzmiller ha vinto il premio per la miglior interpretazione maschile.
Nuovamente a Cannes, nel 2016, venne inserito nella sezione Cannes Classics.

## Trama
In una cittadina slovena, sotto il dominio nazista, i bambini continuano nonostante tutto a giocare, ma i bombardamenti degli alleati sono continui.
Durante un raid aereo, Markos perde i genitori e Lotte la nonna, e non avendo altri parenti prossimi vengono accolti in una sorta di orfanotrofio gestito dagli occupanti. La bambina è convinta che da qualche parte ci sia una valle dove la guerra non è ancora arrivata. Markos crede possa trattarsi della valle dove vive lo zio, e grazie alla confusione creata da un nuovo attacco aereo, i due fuggono dalla città.
Durante la fuga devono fare però attenzione ai nazisti, che pattugliano le campagne alla ricerca di due aviatori i cui aerei sono stati abbattuti. I bambini trovano Jim, l'unico dei due riuscito a sopravvivere, che decide di aiutarli nella loro fuga sperando nel contempo di mettersi in contatto con le formazioni partigiane.
I tre trovano rifugio in una casa abbandonata, ma durante la notte nella casa arrivano i tedeschi. Nonostante alcuni errori dei bambini, i tre riescono a scappare e a fatica raggiungere il mulino dello zio di Markus, che però è vuoto. Il bambino crede che lo zio sia andato al pascolo in montagna e che tornerà a breve, ma il militare ha notato le ragnatele sull'orologio e capisce che è partito da molti giorni.
Quella stessa notte, attorno al mulino, arrivano sia i tedeschi che i partigiani. Jim, ferito a morte, riesce a far fuggire i bambini che salgono sulla montagna. Markus ha capito che lo zio non tornerà mai più e la bambina, piangente nella sua innocenza, crede che abbiano sbagliato valle, ma forse, continuando la ricerca, troveranno quella dove regna la pace.